# Asociación de Críticos de Cine de San Luis
La Asociación de Críticos de Cine de San Luis es una organización de críticos cinematográficos que opera en el área metropolitana de San Luis y las zonas colindantes de Misuri e Illinois (Estados Unidos), fundada en 2004.
En diciembre de cada año, la asociación se reúne para votar por sus premios cinematográficos anuales, que incluyen el Premio SLFCA y un Premio de Reconocimiento Especial a la mejor escena, técnica cinematográfica u otro aspecto o momento memorable de una película. Estos galardones constan de diecinueve categorías y son reconocidos por múltiples asociaciones de críticos de cine y medios de comunicación.

## Categorías premiadas
- Mejor actor
- Mejor actriz
- Mejor película de animación
- Mejor dirección artística
- Mejor fotografía
- Mejor comedia
- Mejor director
- Mejor largometraje documental
- Mejor película extranjera
- Película más original, innovadora o creativa
- Mejor música/banda sonora
- Mejor película
- Mejor guion
- Mejor actor de reparto
- Mejor actriz de reparto
- Mejores efectos visuales/especiales
- Mejor película de acción

## Producciones con mayor cantidad de premios
9 premios

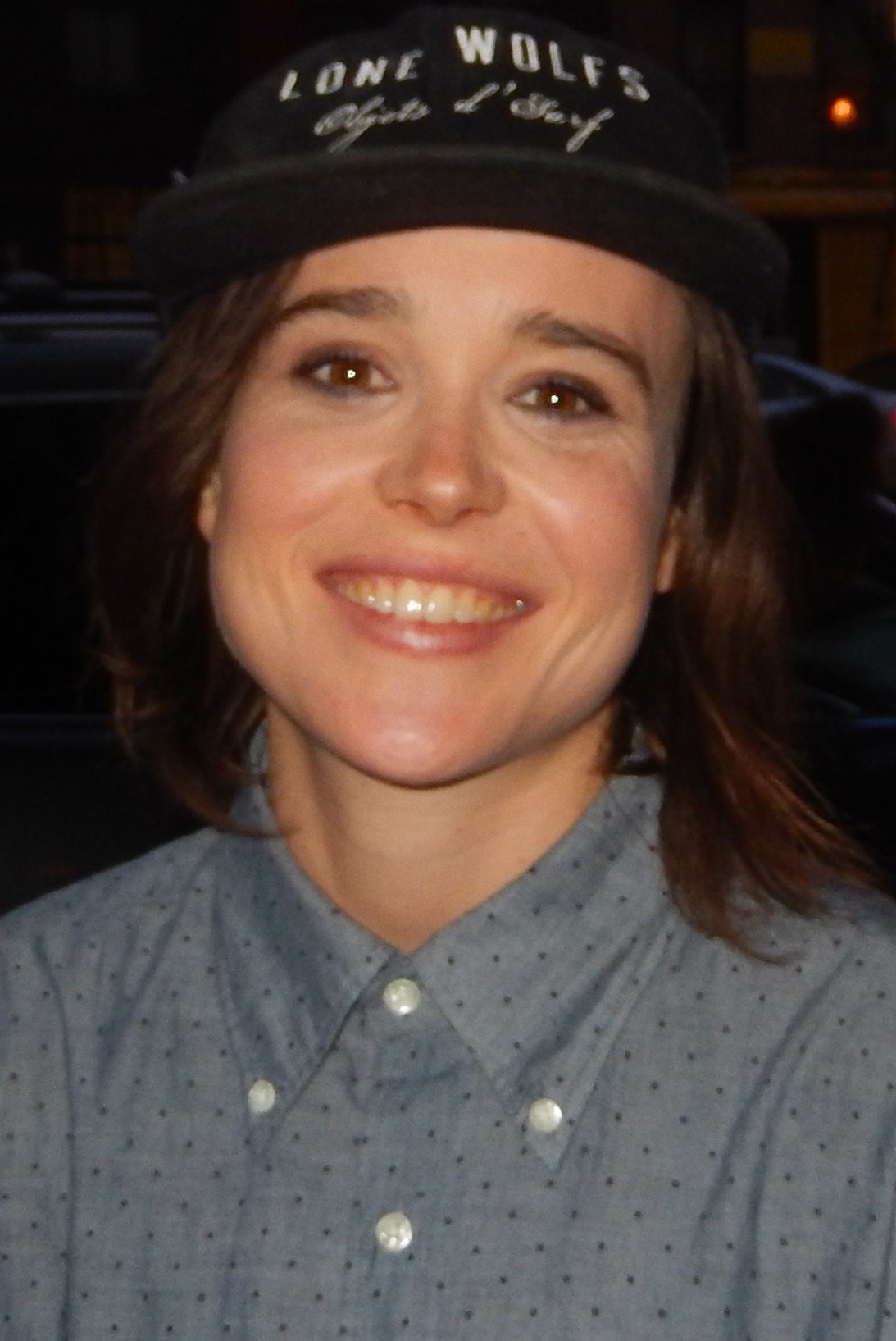
Elliot Page ganó el premio a la mejor actriz por su papel en Juno (2007)

- Once Upon a Time in Hollywood (2019): Mejor película, director, actor de reparto, actriz de reparto, guion original, banda sonora, diseño de producción, montaje, mérito especial[2]

7 premios
- 12 Years a Slave (2013): Mejor película, director, actor, actriz de reparto, guion adaptado, fotografía, escena[3]

6 premios
- La La Land (2016): Mejor película, director, fotografía, banda sonora, canción, escena[4]

5 premios
- The Artist (2011): Mejor película, director, música, guion, actriz de reparto[5]

4 premios
- Brokeback Mountain (2005): Mejor película, director, guion y actor[6]
- The Aviator (2004): Mejor película, director, actriz de reparto, dirección artística[7]
- Birdman o (la inesperada virtud de la ignorancia) (2014): Mejor director, guion original, fotografía, banda sonora[8]

3 premios
- Entre copas (2004): Mejor comedia o musical, guion, director[9]
- Juno (2007): Mejor actriz, guion, comedia o musical[10]